# Euchersadaula
Euchersadaula is een geslacht van vlinders van de familie sikkelmotten (Oecophoridae), uit de onderfamilie Oecophorinae.

## Soorten
- E. lathriopa (Meyrick, 1905)
- E. tristis Philpott, 1926